# Sint-Audomaruskerk (Stapel)
De Sint-Audomaruskerk of Sint-Omaarskerk (Frans: Église Saint-Omer) is de parochiekerk van de gemeente Stapel (Staple) in het Franse Noorderdepartement.

## Gebouw
Het betreft een driebeukige kerk in Vlaamse gotiek. De middengevel springt voor de andere twee westgevels uit en bestaat grotendeels uit ijzerzandsteen. Hij is mogelijk oorspronkelijk romaans. De vierkante toren is van baksteen en staat iets ten oosten van de voorgevel. Het middenschip is 16e-eeuws en de noordbeuk is van 1737.

## Interieur
De kerk heeft een preekstoel in renaissancestijl (17e eeuw), een gepolychromeerd houten processiekruis, een doopvont met oude smeedijzeren galg om het deksel op te lichten, in de lambrisering ingewerkte 18e-eeuwse biechtstoelen, en een 18e-eeuwse communiebank. Verder een reliekschrijn van Sint-Vedastus in de vorm van een borstbeeld.